# Casa dels Cortinatges
La casa dels Cortinatges és un edifici situat als carrers Mestres Casals i Martorell, 26 i de Sant Pere Més Baix, 46 de Barcelona, catalogat com a bé amb elements d'interès (categoria C).

## Història
La finca actual és fruit de la unió de dues designes (parcel·les) feta per Marià Fuster: la primera fou adquirida en emfiteusi a la Comunitat de Pobres de l'església parroquial de Sant Pere de les Puel·les el 1730, i la segona, situada a la cantonada, en subhasta pública als marmessors de Marc Antoni Alcover el 1744. A la seva mort, passà a mans dels seus nets Josep, Francesc, Llorenç i Marià Rosselló, que el 1770 hi renunciaren a favor del darrer, fuster de professió.
El 1778, Marià Rosselló i la seva esposa Teresa Baixeras vengueren la propietat a l'adroguer Francesc Roda per 7.650 lliures. El 1783, aquest va demanar permís per a reformar-ne una finestra, obrir-hi un balcó amb ampit i posar-hi una reixa de ventilació, i novament el 1787 per a remuntar-hi un tercer pis amb obrador. Francesc Roda va morir el 1790, i el 1795, la seva vídua Josepa Piferrer i el seu fill Joan Roda i Piferrer establiren la finca en emfiteusi al revenedor Josep Roig. El 1797, i per tal de retornar un préstec, en vengueren els drets emfitèutics al comerciant Pere Ros i Aray per 10.000 lliures.
El 1802, la finca va sortir a subhasta pública, i devia ser adquirida per algun descendent de Pere Ros, ja que a mitjans del segle xix figurava com a propietària Joana de Vedruna i Minguella, vídua del seu net Francesc de Paula de Cabanes i de Girona (fill d'Eulàlia de Girona i Ros i de Josep Marià de Cabanes i d'Escofet), i a finals de segle, Pilar de Bassols i de Cabanes, neboda d'aquest, que el 1915 obtingué permís per a fer-hi obres interiors.

## Descripció
De planta baixa i quatre pisos, conserva alguns elements del segles xvi o xvii, com la porta de veïns d'arc de mig punt adovellada, sobre la qual hi ha una finestra de ventilació amb reixa, o els bustos d'un home i una dona als brancals d'un dels balcons del primer pis. Als pisos alternen finestres i balcons de llosana de pedra o ferro i rajoles amb baranes de ferro forjat, i hi destaquen els esgrafiats sobre fons groc, que representant uns cortinatges que uns nens obren amb cordons amb borles a cada pis, gerros, medallons, bustos sobre pedestals, etc.

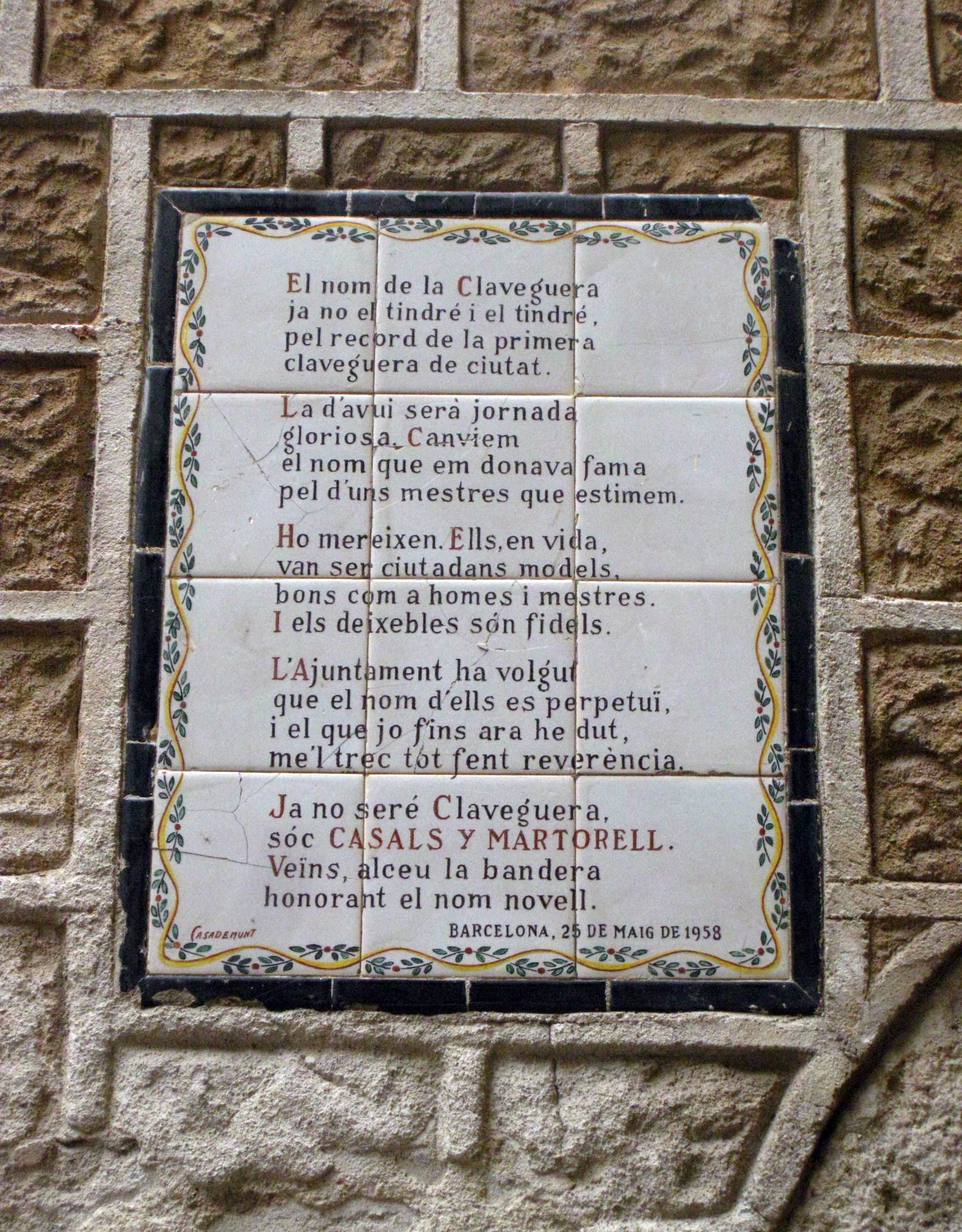
Plafó commemoratiu

A la façana corresponent, hi ha un plafó de rajoles commemoratiu del canvi de nom del carrer de la Claveguera pel de Mestres Casals i Martorell el 1958: El nom de la Claveguera / ja no el tindré i el tindré, / pel record de la primera / claveguera de ciutat. / La d'avui serà jornada / gloriosa. Canviem / el nom que em donava fama / pel d'uns mestres que estimem. / Ho mereixen. Ells, en vida, / van ser ciutadans models, / bons com a homes i mestres. / I els deixebles són fidels. / L'Ajuntament ha volgut / que el nom d'ells es perpetuï, / i el que jo fins ara he dut, / me'l trec tot fent reverència. / Ja no seré Claveguera, / sóc CASALS Y MARTORELL. / Veïns, alceu la bandera / honorant el nom novell.